# متشکرم (فیلم ۱۹۲۵)
متشکرم (انگلیسی: Thank You) فیلمی به کارگردانی جان فورد است که در سال ۱۹۲۵ منتشر شد.

## بازیگران
- الک بی. فرانسیس
- جکلین لوگان
- جورج اوبرایان
- جورج فاست
- فرانسیس پاورز
- جی. فارل مک‌دانلد
- جیمز نیل
- ویلیام کورت‌رایت